# Villa Zilveli
Construite en 1933 par l'architecte Jean Welz et démolie en 2022 à l’initiative de l’artiste Jean-Paul Goude, son dernier propriétaire, la villa Zilveli (ou maison Zilveli) était un bâtiment caractéristique de l’architecture moderniste situé sur la butte Bergeyre au no 70 de la rue Georges-Lardennois, dans le 19e arrondissement de Paris (France).

## Histoire

### Construction
La villa de 136 mètres carrés sur deux étages est réalisée en 1933 pour Athanase Zilveli, un ingénieur et comptable grec né en Turquie qui a acheté le terrain et fait construire la villa, qu’il offre en cadeau d'anniversaire à son épouse, une Normande qu'il a rencontrée à Paris. 

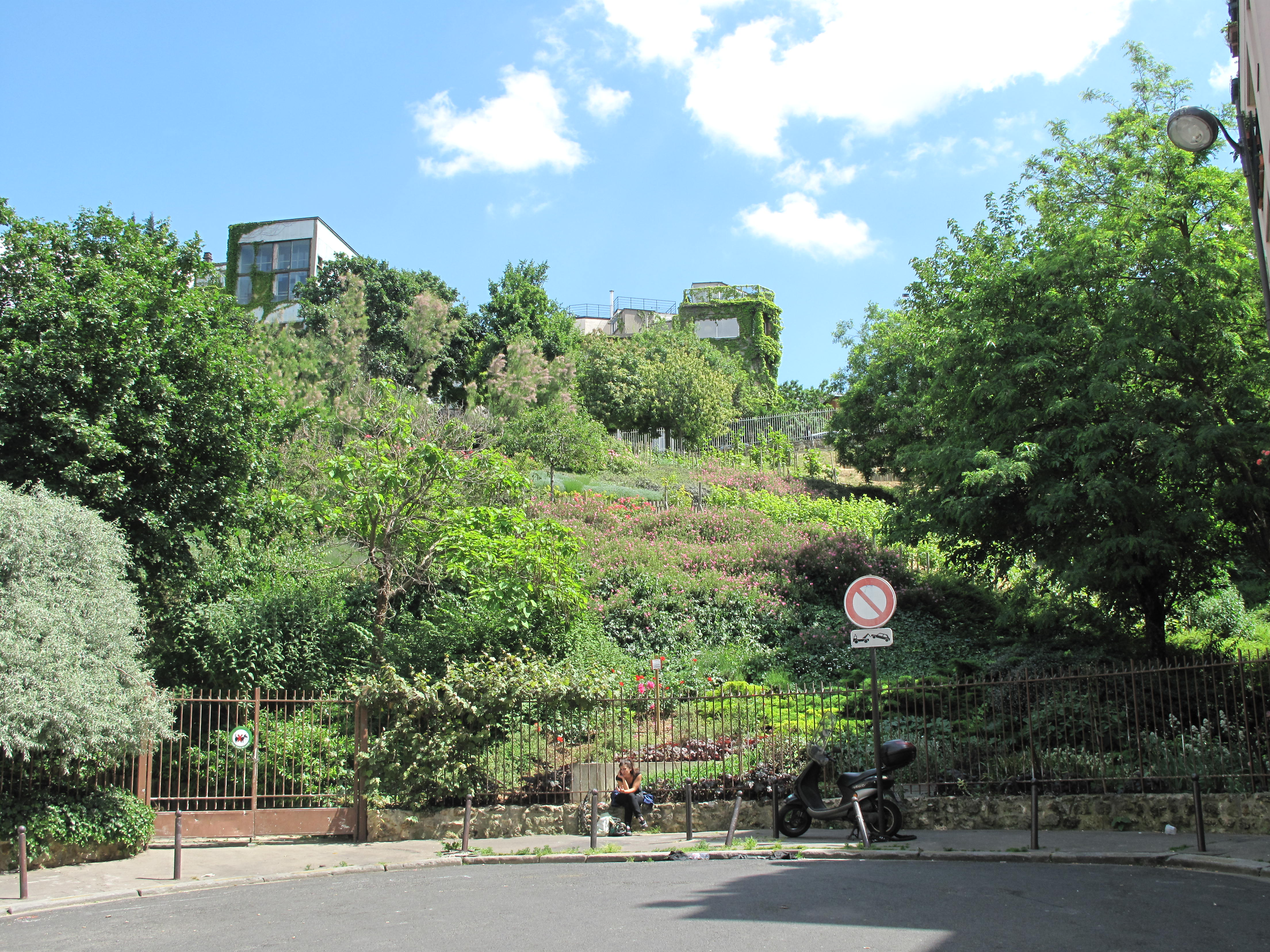
La butte Bergeyre depuis la rue des Chaufourniers avec, en haut à gauche, la villa Zilveli aujourd’hui détruite.

Construite à flanc de colline, sur la butte Bergeyre par l’architecte Jean Welz (1900-1975), cette maison de 20 mètres de long et de 4,5 m de large, reposant sur de frêles piliers cruciformes en béton armé et s'élevant jusqu'à 5 m au-dessus du sol, « fait penser à Le Corbusier », mais le béton brut laisse ici apparaître les joints de chaque plaque de parement de façade et « s'éloigne de l'aspect lissé de la villa Savoye ». Construites à dessein par Jean Welz, les deux grandes fenêtres offrent des vues remarquables : celle de la façade ouest présente une vue dégagée sur la basilique du Sacré-Cœur de Montmartre, alors que celle au sud s'ouvre sur toute la hauteur de la tour Eiffel. La façade sud dispose d'un balcon constitué par une lame porteuse en béton avec un bureau et siège intégré, formant un véritable bureau extérieur ; toutefois la Préfecture fit détruire cette structure d'avant-garde.

### Postérité
Ce patrimoine unique de l’architecture moderniste a été laissé une dizaine d'années à l'abandon et vide de tout occupant, suscitant l'inquiétude de défenseurs du patrimoine. L'écrivaine Virginie Despentes en fait même le squat imaginaire de Vernon Subutex, le personnage principal de sa trilogie du même nom,. Un arrêté de péril est pris en 2006 par la mairie de Paris ; sans suite donnée en raison de querelles entre les héritiers, la mesure est prolongée par un arrêté de péril imminent en janvier 2019. 

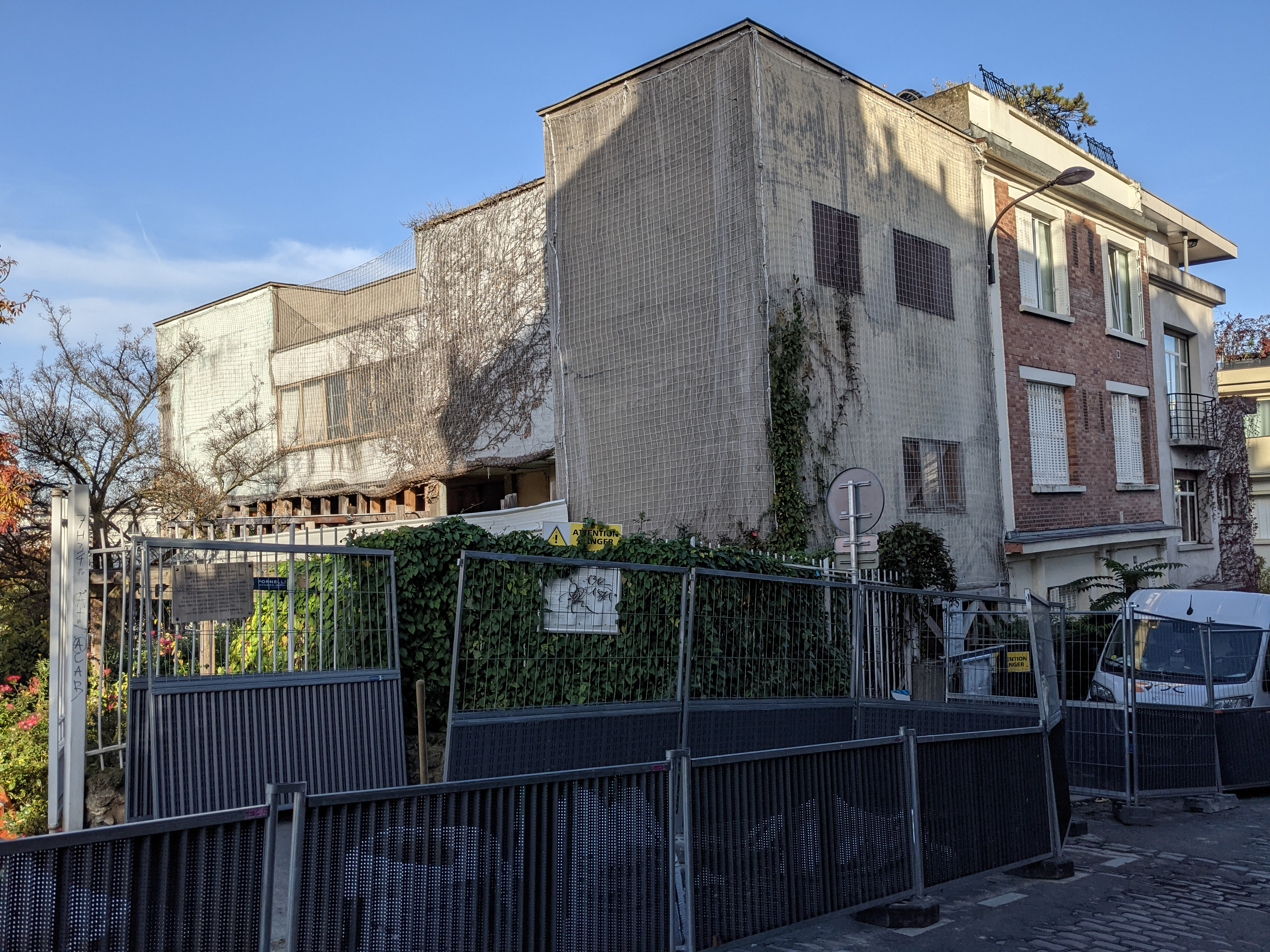
La villa Zilveli en 2019, achetée en ruines par Jean-Paul Goude en vue de sa restauration.

En juin 2019, l'artiste Jean-Paul Goude fait l'acquisition de la villa aux enchères pour 2,2 millions d'euros.
En avril 2021, face à l'impossibilité de restaurer l'édifice délabré, Goude annonce son intention de la détruire et de la reconstruire à l'identique pour un prix équivalent à celui de l’achat. La villa est détruite à l'été 2022,, mais en 2024, à l'âge de 85 ans, Goude renonce finalement à la reconstruire et met en vente le terrain de 216 m2, avec un permis de construire accompagné d'un projet de reconstruction fidèle à l’original qu'il a imaginé en collaboration avec l’agence Lankry Architectes.
Le projet de reconstruction prévoit un intérieur soigné visant à redonner vie à cette maison en respectant son design avant-gardiste et ses lignes épurées.
| Image externe |                                                                                                  |
|               | Diaporama de documents représentant la villa à différentes époques. (source : Iconichouses.org). |

### Radio
- « Reconstruction de la Villa Zilveli : un chantier qui divise » sur France Culture le 16 août 2022